# Swiss Promotion League
1. Liga Promotion – trzeci poziom rozgrywek ligowych w piłkę nożną w Szwajcarii. Liga powstała w sezonie 2012/13 w wyniku przeprowadzonej reformy w systemie ligowym Szwajcarii. Nową ligę utworzyły zespoły, z miejsc 12. - 16., które w poprzednim sezonie uczestniczyły w Swiss Challenge League. W ten sposób najwyższy poziom rozgrywek został zredukowany do 10 zespołów. Do spadkowiczów dołączyły dwa najlepsze zespoły z każdej z trzech grup regionalnych 1. Ligi Classic, najlepszy spośród zespołów, które zajęły 3. miejsce w tej lidze, i 4 najlepsze drużyny U-21.

## Skład ligi w sezonie 2012/2013
- FC Stade Nyonnais - 12. miejsce w lidze Swiss Challenge League
- Étoile Carouge FC - 13. miejsce w lidze Swiss Challenge League
- SR Delémont - 14. miejsce w lidze Swiss Challenge League
- SC Kriens - 15. miejsce w lidze Swiss Challenge League
- SC Brühl St. Gallen - 16. miejsce w lidze Swiss Challenge League
- FC Fribourg - pierwszy zespół 1. grupy 1. Ligi Classic
- Yverdon-Sport FC - drugi zespół 1. grupy 1. Ligi Classic
- BSC Old Boys Basel - pierwszy zespół 2. grupy 1. Ligi Classic
- FC Breitenrain - drugi zespół 2. grupy 1. Ligi Classic
- FC Tuggen - pierwszy zespół 3. grupy 1. Ligi Classic
- FC Schaffhausen - drugi zespół 3. grupy 1. Ligi Classic
- SC YF Juventus Zürich - najlepszy trzeci zespół 1. Ligi Classic
- FC Zürich II - pierwszy zespół U-21
- FC Basel II - drugi zespół U-21
- FC Sion II - trzeci zespół U-21
- FC Sankt Gallen II - czwarty zespół U-21